# Evangelische Kirche Volmerdingsen

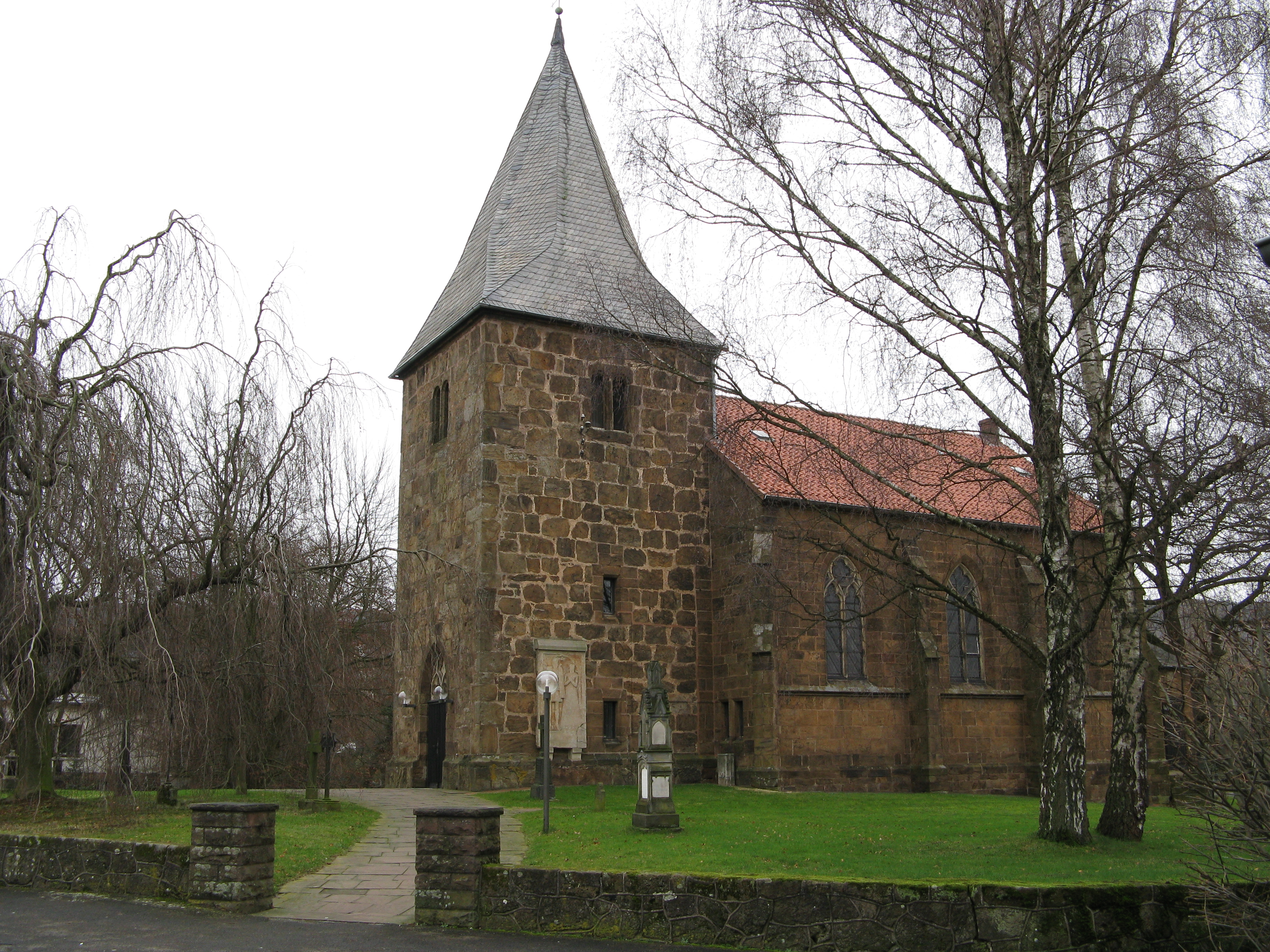
Ansicht von Südwesten

Die Evangelische Kirche im Stadtteil Volmerdingsen der Stadt Bad Oeynhausen ist die Pfarrkirche der Evangelisch-Lutherischen Kirchengemeinde Volmerdingsen-Wittekindshof, die dem Kirchenkreis Vlotho der Evangelischen Kirche von Westfalen angehört.

## Baugeschichte und Architektur
Der älteste urkundliche Hinweis auf eine Kirche in Volmerdingsen stammt aus dem Jahr 1320. Die Kirchengemeinde war zu einem unbekannten Zeitpunkt von Bergkirchen abgepfarrt worden. 1560 wurde ein spätgotisches Kirchengebäude errichtet. Der Turm stammt möglicherweise von einem romanischen Vorgängerbau, dessen Baugeschichte nicht bekannt ist. 1877 wurde die alte Kirche bis auf den Turm abgerissen und bis 1878 ein neugotischer Saalbau mit Apsis errichtet, der bis heute besteht.
An der Sandsteinfassade des Kirchenschiffs befindet sich Strebewerk, die Fenster sind spitzbogig. Der Turm ist mit Tonnengewölbe ausgestattet, die Schalllöcher sind rundbogig und zweiteilig mit Mittelpfosten.

## Ausstattung
Von der Ausstattung der Vorgängerbauten ist nichts erhalten. Der Flügelaltar der spätgotischen Kirche ist, ebenso wie sein neugotischer Nachfolger von 1878, verschwunden. Der Renaissance-Taufstein der alten Kirche befand sich 1902 in der Auferstehungskirche in Bad Oeynhausen, die 1947 durch einen Brand zerstört wurde.
Die Kassettendecke der heutigen Kirche wurde 1949 von Paul Thol aus Berlin ausgemalt. Die Orgel wurde 1972 bei Gustav Steinmann Orgelbau in Vlotho angefertigt. Im Turm hängen drei Glocken, die 1922 vom Bochumer Verein aus Stahl gegossen wurden. Die früheren Bronzeglocken aus den Jahren 1679 und 1878 hatten im Ersten Weltkrieg abgegeben werden müssen.